# Gornja Vrba
Pour les articles homonymes, voir Vrba.
Gornja Vrba est un village et une municipalité située dans le comitat de Brod-Posavina, en Croatie. Au recensement de 2001, la municipalité comptait 2 559 habitants, dont 98,52 % de Croates et le village seul comptait 1 814 habitants.

## Localités
La municipalité de Gornja Vrba compte 2 localités : Donja Vrba et Gornja Vrba.